# Keskimmäinen Töyryjärvi
Keskimmäinen Töyryjärvi är en sjö i kommunen Viitasaari i landskapet Mellersta Finland i Finland. Arean är 35 hektar och strandlinjen är 3,69 kilometer lång. Sjön  ingår i Kymmene älvs huvudavrinningsområde.   Den ligger omkring 94 kilometer norr om Jyväskylä och omkring 330 kilometer norr om Helsingfors. 